# Marina Agoues Márquez
Marina Agoues Márquez (Zarautz, Guipúscoa, 14 de desembre de 1992) és una jugadora de futbol basca, que juga com a davantera, actualment per a la Societat Esportiva Eibar.
Com a jugadora sub-19 internacional, va jugar en el Campionat Europeu sub-19 de 2011.